# Genzebe Dibaba
Genzebe Dibaba Keneni (Bekoji, 8 februari 1991) (ገንዘቤ ዲባባ), is een Ethiopische middellange- en langeafstandsloopster. Ze is de zus van de drievoudig olympisch kampioene Tirunesh Dibaba en olympisch zilverenmedaillewinnares Ejegayehu Dibaba. Ze was tot 2 juni 2023 wereldrecordhoudster op de 1500 m met een tijd van 3.50,07. Het vorige record werd als praktisch onaantastbaar geacht en stond sinds 1993 met 3.50,46 op naam van de Chinese Qu Yunxia. Daarnaast is zij houdster van alle wereldindoorrecords op de afstanden vanaf de 1500 m tot en met de 5000 m. Zij nam deel aan twee Olympische Spelen en veroverde bij die gelegenheden eenmaal een zilveren medaille.

## Biografie

### Achtergrond
Genzebe Dibaba is een telg uit een sportieve familie. Want niet alleen is zij de zus van drievoudig olympisch kampioene Tirunesh en zilveren olympisch medaillewinnares Ejegayehu op de 10.000 m, ook haar broer Dejene is atleet, terwijl haar nicht Derartu Tulu de olympisch kampioene van 1992 en 2000 is op de 10.000 m.

### Drie wereldtitels bij de jeugd
Amper zestien jaar oud maakte Dibaba haar internationale debuut in 2007 bij de wereldkampioenschappen veldlopen in Mombassa, waar zij vijfde werd bij de junioren. Reeds in het jaar dat volgde was zij bij de junioren de beste in dit metier en veroverde zij in Edinburgh haar eerste wereldtitel, die zij vervolgens in 2009 in Amman prolongeerde. Waarmee zij de tweede in de geschiedenis werd, die bij de junioren twee veldloop-wereldtitels op rij heeft gewonnen. Bovendien werd zij in 2010, haar laatste jaar bij de junioren, ook nog eens wereldkampioene op de 5000 m bij de wereldkampioenschappen U20 op de baan in het Canadese Moncton. Dat ze bij die gelegenheid de Keniaanse Mercy Cherono versloeg zal haar extra voldoening hebben gegeven, want het was deze Keniaanse geweest die haar aan het begin van het jaar was opgevolgd als wereldkampioene veldlopen bij de junioren. Dibaba had daar een off-day gehad en was slechts als elfde gefinisht.

### Debuut op WK voor senioren
Intussen was Dibaba, na in 2009 Ethiopisch kampioene op de 5000 m te zijn geworden, opgenomen in het nationale team voor de later dat jaar te houden wereldkampioenschappen in Berlijn. Ze kwam daar ook daadwerkelijk aan de start van de 5000 m, nadat haar zuster Tirunesh zich vanwege een blessure had moeten terugtrekken. Het debuut op een groot seniorentoernooi van de junioratlete verliep heel behoorlijk, want nadat zij zich in haar serie als vierde had weten te kwalificeren voor de finale, finishte zij hierin als achtste. Dat jaar won zij ook nog goud op de 5000 m tijdens de Afrikaanse jeugdkampioenschappen.
In 2011 nam Dibaba opnieuw deel aan de WK veldlopen, ditmaal echter voor het eerst bij de senioren, waar ze een verdienstelijke negende plaats behaalde. Later, tijdens het baanseizoen, verbeterde zij tijdens de Bislett Games in Oslo haar PR op de 5000 m tot 14.37,56, waarna zij op de WK in Daegu eveneens op dit onderdeel uitkwam. En weer werd zij, net als twee jaar eerder in Berlijn, achtste in de finale.

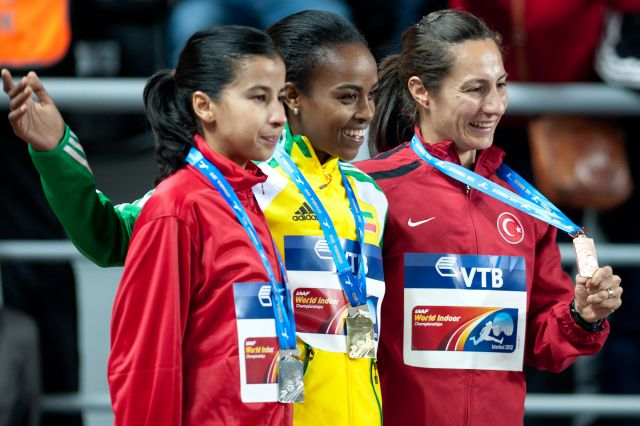
Een trotse Genzebe Dibaba (midden) poseert op het erepodium van de 1500 m tijdens de WK indoor van 2012 in Istanboel.

### Focus op 1500 m
Vervolgens verlegde Dibaba haar focus van de 5000 op de 1500 m en die switch zou haar carrière een belangrijke nieuwe impuls geven. Aan het begin van 2012 liep ze indoor enkele sterke 1500 meters, met in Karlsruhe in 4.00,13 zelfs de vierde snelste indoortijd ooit, waarna zij op de wereldindoorkampioenschappen in Istanboel haar eerste grote succes bij de senioren boekte: in 4.05,75 veroverde zij op de 1500 m de gouden medaille. Later dat jaar verbeterde zij het Ethiopische record op de 1500 m door tijdens de Shanghai Golden Grand Prix deze afstand af te leggen in 3.57,77. Bij haar debuut op de Olympische Spelen in Londen ging het in haar serie echter mis toen zij, gehinderd door een hamstringblessure in de laatste ronde, niet verder kwam dan een negende plaats in 4.11,15.

### Meervoudig wereldkampioene
Dibaba heeft Ethiopië vertegenwoordigd op de Olympische Spelen van 2012 en die van 2016 en heeft vanaf 2009 deelgenomen aan alle WK's. Het hoogtepunt in deze reeks was voor Dibaba haar titel op de 1500 m tijdens de WK van 2015 in Peking. Bovendien werd zij daar ook nog eens derde op de 5000 m.
Op de WK indoor was zij nog succesvoller. Naast haar in 2012 veroverde wereldindoortitel op de 1500 m, wist zij tijdens de edities van 2014, 2016 en 2018 goud te behalen op de 3000 m. Bovendien werd zij bij deze laatste gelegenheid ook nog eens kampioene op de 1500 m.
In 2015 ontving Genzebe Dibaba de Laureus World Sports Awards en werd ze uitgeroepen tot sportvrouw van het jaar.

## Titels
- Wereldkampioene 1500 m - 2015
- Wereldindoorkampioene 1500 m - 2012, 2018
- Wereldindoorkampioene 3000 m - 2014, 2016, 2018
- Ethiopisch kampioene 1500 m - 2010
- Ethiopisch kampioene 5000 m - 2009
- Wereldkampioene U20 5000 m - 2010
- Wereldkampioene U20 veldlopen - 2008, 2009
- Afrikaans U20 kampioene 5000 m - 2009

## Persoonlijke records
Baan
| Onderdeel   | Prestatie           | Datum            | Plaats     |
| ----------- | ------------------- | ---------------- | ---------- |
| 800 m       | 1.59,37             | 5 mei 2017       | Doha       |
| 1500 m      | 3.50,07 (ex-WR; NR) | 17 juli 2015     | Monaco     |
| 1 Eng. mijl | 4.14,30             | 6 sept. 2016     | Rovereto   |
| 2000 m      | 5.27,50 (NR)        | 17 juni 2014     | Ostrava    |
| 3000 m      | 8.21,29             | 30 juni 2019     | Palo Alto  |
| 2 Eng. mijl | 9.14,28             | 24 augustus 2014 | Birmingham |
| 5000 m      | 14.15,41            | 4 juli 2015      | Parijs     |

Weg
| Onderdeel      | Prestatie | Datum           | Plaats    |
| -------------- | --------- | --------------- | --------- |
| 1 Eng. mijl    | 4.28      | 20 juli 2014    | Londen    |
| 5 km           | 14.48     | 29 maart 2015   | Carlsbad  |
| 10 km          | 31.02     | 15 mei 2022     | Kaapstad  |
| halve marathon | 1:05.18   | 6 december 2020 | Valencia  |
| marathon       | 2:18.05   | 16 oktober 2022 | Amsterdam |

Indoor
| Onderdeel   | Prestatie       | Datum            | Plaats     |
| ----------- | --------------- | ---------------- | ---------- |
| 800 m       | 2.00,62         | 24 februari 2017 | Madrid     |
| 1000 m      | 2.33,06         | 24 februari 2017 | Madrid     |
| 1500 m      | 3.55,17 (ex-WR) | 1 februari 2014  | Karlsruhe  |
| 1 Eng. mijl | 4.13,31 (WR)    | 17 februari 2016 | Stockholm  |
| 2000 m      | 5.23,75 (WBP)   | 7 februari 2017  | Sabadell   |
| 3000 m      | 8.16,60 (WR)    | 6 februari 2014  | Stockholm  |
| 2 Eng. mijl | 9.00,48 (WBP)   | 15 februari 2014 | Birmingham |
| 5000 m      | 14.18,86 (WR)   | 19 februari 2015 | Stockholm  |

## Palmares

### 1500 m
- 2012:  WK indoor - 4.05,78
- 2012: 9e in serie OS - 4.11,15
- 2013: 8e WK - 4.05,99
- 2015:  WK - 4.08,09
- 2016:  OS - 4.10,27
- 2017: 12e WK - 4.06,72 (in serie 4.02,67)
- 2018:  WK indoor - 4.05,27

Diamond League-podiumplaatsen
- 2012:  Shanghai Golden Grand Prix - 3.57,77 (NR)
- 2012:  Golden Gala - 4.00,85
- 2012:  Bislett Games - 4.03,38
- 2013:  Qatar Athletic Super Grand Prix - 3.57,54
- 2013:  Golden Gala - 4.01,62
- 2015:  Herculis - 3.50,07
- 2019:  Golden Gala - 3.56,28
- 2019:  Meeting International Mohammed VI d'Athlétisme de Rabat - 3.55,47

### 1 Eng. mijl
Diamond League-podiumplaatsen
- 2017:  Athletissima - 4.16,05

### 3000 m
- 2006:  Ethiopische kamp. in Addis Ababa - 9.25,91
- 2008:  Adidas Track Classic in Carson - 8.53,72
- 2010: 4e Meeting Citta di Padova - 8.48,35
- 2014:  WK indoor - 8.55,04
- 2014:  IAAF Continental Cup in Marrakech - 8.57,53
- 2016:  WK indoor - 8.47,43
- 2018:  WK indoor - 8.45,05

Diamond League-podiumplaatsen
- 2014:  Athletissima - 8.50,81
- 2014:  Birmingham Diamond League - 8.38,7
- 2014:  Memorial Van Damme - 8.29,41
- 2015:  Prefontaine Classic - 8.33,33
- 2015:  Weltklasse Zurich - 8.26,54
- 2016:  Athletissima - 8.31,84

### 5000 m
- 2008:  WK U20 - 16.16,75
- 2008:  Rieti - 15.09,61
- 2009:  Ethiopische kamp. - 16.05,93
- 2009:  Reebok Grand Prix in New York - 15.00,79
- 2009:  Afrikaanse kamp. in Bambous - 16.11,85
- 2009: 8e WK - 15.11,12
- 2010:  WK U20 - 15.08,06
- 2011: 4e FBK Games - 14.46,55
- 2011: 8e WK - 15.09,35
- 2014:  Afrikaanse kamp. in Marrakech - 15.42,16
- 2015:  WK - 14.44,14

Diamond League-podiumplaatsen
- 2011:  Bislett Games - 14.37,56
- 2013:  Shanghai Golden Grand Prix - 14.45,92
- 2013:  Bislett Games - 14.37,68
- 2014:  Golden Gala - 14.34,99
- 2014:  Herculis - 14.28,88
- 2015:  Prefontaine Classic - 14.19,76
- 2015:  Bislett Games - 14.21,29
- 2015:  Meeting Areva - 14.15,41
- 2017:  Prefontaine Classic - 14.25,22
- 2018:  Prefontaine Classic - 14.26,89

### 5 km
- 2015:  5 km van Carlsbad - 14.48

### veldlopen
- 2007: 5e WK U20 (6 km) in Mombassa - 21.23
- 2008:  WK U20 (6 km) in Edinburgh - 19.59
- 2009:  WK U20 (6 km) in Amman - 20.14
- 2010: 11e WK U20 in Bydgoszcz - 19.21
- 2011:  Bupa Great Edinburgh Crosscountry - 20.32
- 2011: 9e WK in Punta Umbria - 25.36

### marathon
- 2023: 6e Chicago Marathon - 2:21.47

## Onderscheidingen
- IAAF-atlete van het jaar - 2015
- Laureus World Sports Award - 2015

1983 Mary Decker ·
1987 Tatjana Samolenko ·
1991 Hassiba  Boulmerka ·
1993 Liu Dong ·
1995 Hassiba  Boulmerka ·
1997 Carla Sacramento ·
1999 Svetlana Masterkova ·
2001 Gabriela Szabó ·
2003 Tatjana Tomasjova ·
2005 Tatjana Tomasjova ·
2007 Maryam Jamal ·
2009 Maryam Jamal ·
2011 Jennifer Simpson ·
2013 Abeba Aregawi ·
2015 Genzebe Dibaba ·
2017 Faith Chepngetich Kipyegon ·
2019 Sifan Hassan ·
2022 Faith Chepngetich Kipyegon ·
2023 Faith Chepngetich Kipyegon
Mannen: 2000: Tiger Woods · 2001: Tiger Woods · 2002: Michael Schumacher · 2003: Lance Armstrong · 2004: Michael Schumacher · 2005: Roger Federer · 2006: Roger Federer · 2007: Roger Federer · 2008: Roger Federer · 2009: Usain Bolt · 2010: Usain Bolt · 2011: Rafael Nadal · 2012: Novak Djokovic · 2013: Usain Bolt · 2014: Sebastian Vettel · 2015: Novak Djokovic · 2016: Usain Bolt · 2017: Novak Djokovic · 2018: Roger Federer · 2018: Novak Djokovic · 2020: Lewis Hamilton en Lionel Messi · 2021: Rafael Nadal · 2022: Max Verstappen · 2023: Lionel Messi

Vrouwen: 2000: Marion Jones · 2001: Cathy Freeman · 2002: Jennifer Capriati · 2003: Serena Williams · 2004: Annika Sörenstam · 2005: Kelly Holmes · 2006: Janica Kostelić · 2007: Jelena Isinbajeva · 2008: Justine Henin · 2009: Jelena Isinbajeva · 2010: Serena Williams · 2011: Lindsey Vonn · 2012: Vivian Cheruiyot · 2013: Jessica Ennis · 2014: Missy Franklin · 2015: Genzebe Dibaba · 2016: Serena Williams · 2017: Simone Biles · 2018: Serena Williams · 2019: Simone Biles · 2020: Simone Biles · 2021: Naomi Osaka · 2022: Elaine Thompson-Herah · 2023: Shelly-Ann Fraser-Pryce